# Ceremonia de apertura de los Juegos Olímpicos de Pieonchang 2018
La ceremonia de apertura de los Juegos Olímpicos de Pyeongchang 2018 se realizó el viernes 9 de febrero de 2018 en el Estadio Olímpico de Pyeongchang. La ceremonia comenzó a las 20:00 y terminó a las 22:20 horas aproximadamente (Zona horaria de Corea), los juegos fueron inaugurados por el presidente surcoreano Moon Jae-in.

## Preparaciones
La ceremonia se realizó en el Estadio Olímpico de Pyeongchang, que fue construido específicamente para la ceremonia de apertura y clausura de los juegos, ya que no se realizarán actividades deportivos en el estadio. Posee una capacidad de 35.000 espectadores.
La transmisión de la ceremonia estuvo a cargo del Olympic Broadcasting Services, y fue transmitida en más de 200 países y territorios.

## Ceremonia
La ceremonia se centró en transmitir un mensaje de paz. Estuvo liderada por cinco niños de la provincia rural de Gangwon, junto a animales y otras 2.000 personas. Se utilizó  tecnología de realidad aumentada y 5G.
Se utilizaron 1.218 drones para formar distintas imágenes (como los anillos olímpicos), lo que batió el récord de drones utilizados en un show artístico.
Se realizaron distintos performances musicales, siendo la más destacables la interpretación de la canción «Imagine» a cargo de cuatro cantantes surcoreanos, y la interpretación del Himno Nacional de Corea del Sur por un coro de niños multicultural.

### Desfile de las naciones
El desfile de las naciones fue iniciado, según la tradición, por la delegación de Grecia (por ser sede de los Juegos Olímpicos Antiguos). Los demás países participantes le siguieron según el orden alfabético en el idioma coreano. Aunque Corea del Sur tendría que haber sido la última nación en ingresar al estadio, se decidió que Corea del Norte y del Sur marcharan juntos bajo la bandera de la unificación.

## Personalidades
- Alemania: Frank-Walter Steinmeier[10]
- Canadá: Julie Payette[11]

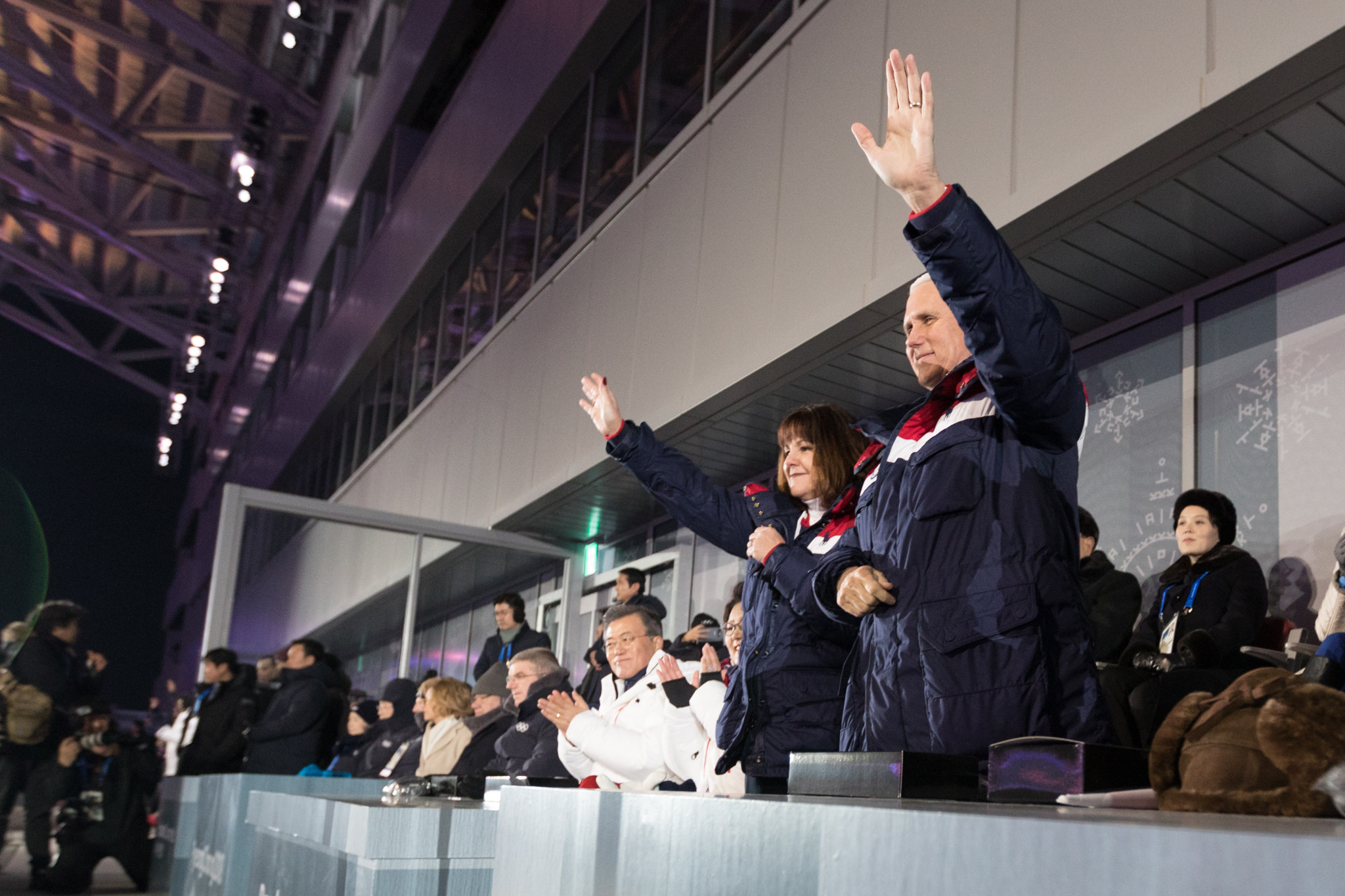
Mike Pence saluda a la atletas estadounidense en la ceremonia

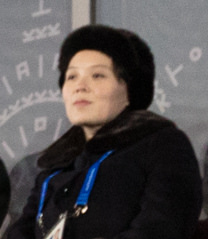
Kim Yo-jong en la ceremonia

- Corea del Norte: Kim Yong-nam y Kim Yo-jong[12]
- Corea del Sur: Moon Jae-in[13]
- China: Han Zheng[14]
- Colombia: Óscar Naranjo
- Estonia: Kersti Kaljulaid[15]
- Eslovaquia: Andrej Kiska[16]
- Estados Unidos: Mike Pence y Karen Pence[17]
- Francia: Jean-Yves Le Drian[18] y Laura Flessel
- Hong Kong: Carrie Lam
- Italia: Luca Lotti[19]
- Japón: Shinzo Abe[20]
- Lituania: Dalia Grybauskaitė[21]
- Kosovo: Hashim Thaçi[22]
- Luxemburgo: Enrique de Luxemburgo[23]
- Mónaco: Alberto II de Mónaco[24]
- Países Bajos: Guillermo Alejandro de los Países Bajos y Mark Rutte[25]
- Polonia: Andrzej Duda[26]
- Serbia: Vanja Udovičić[27]
- Suiza: Alain Berset[28]
- Naciones Unidas: António Guterres[29]
- Thomas Bach

La visita de la delegación norcoreana implicó la primera visita de un miembro de la familia de Kim Il-sung a Corea del Sur tras el fin de la guerra de Corea.